# Japán a 2010. évi nyári ifjúsági olimpiai játékokon
Japán a Szingapúrban megrendezett 2010. évi nyári ifjúsági olimpiai játékok egyik részt vevő nemzete volt.

## Érmesek
- Az alábbi táblázatban dőlt betűvel vannak feltüntetve azok az érmesek, akik nemzetek vegyes csapatának tagjaként szerezték az adott érmet.

| Érem  | Versenyző               | Sportág       | Versenyszám                                   | Dátum         |
| ----- | ----------------------- | ------------- | --------------------------------------------- | ------------- |
| Arany | Szato Juka              | Triatlon      | Lány                                          | augusztus 15. |
| Arany | Mijahara Ju             | Birkózás      | Lány szabadfogás, 46 kg                       | augusztus 16. |
| Arany | Takahasi Juki           | Birkózás      | Fiú szabadfogás, 54 kg                        | augusztus 17. |
| Arany | Kamoto Juja             | Torna         | Fiú, összetett                                | augusztus 18. |
| Arany | Tasiro Miku             | Cselgáncs     | Lány, 63 kg                                   | augusztus 22. |
| Arany | Niva Kóki               | Asztalitenisz | Fiú egyes                                     | augusztus 23. |
| Arany | Igarasi Rjoszuke        | Cselgáncs     | Fiú, 100 kg                                   | augusztus 23. |
| Arany | Tasiro Miku             | Cselgáncs     | Csapat (Nemzetek vegyes csapatának tagjaként) | augusztus 25. |
| Arany | Niva Kóki Tanioka Ajuka | Asztalitenisz | Vegyes páros                                  | augusztus 26. |
| Ezüst | Nasimoto Maszaki        | Atlétika      | Fiú, 100 m                                    | augusztus 21. |
| Ezüst | Kamoto Juja             | Torna         | Gyűrű                                         | augusztus 21. |
| Ezüst | Homma Keiszuke          | Atlétika      | Fiú, 200 m                                    | augusztus 22. |
| Ezüst | Kjuma Moe               | Atlétika      | Lány, 3000 m                                  | augusztus 22. |
| Ezüst | Macubara So             | Atlétika      | Fiú, távolugrás                               | augusztus 22. |
| Bronz | Munetomo Ginga          | Trambulin     | Fiú                                           | augusztus 20. |
| Bronz | Doihata Csiszato        | Trambulin     | Lány                                          | augusztus 20. |
| Bronz | Hamano Maja             | Úszás         | Lány, 200 m, pillangó                         | augusztus 20. |

## Asztalitenisz
Fiú
| Versenyző | Versenyszám | 1. forduló | 1. forduló | 2. forduló | 2. forduló | Negyeddöntő                                        | Elődöntő                                    | Bronzmérkőzés     | Döntő                                                    | Helyezés |
| Versenyző | Versenyszám | Csoportmérkőzések                                                                                                  | Hely.      | Csoportmérkőzések | Hely.      | Negyeddöntő                                        | Elődöntő                                    | Bronzmérkőzés     | Döntő                                                    | Helyezés |
| Versenyző | Versenyszám | Ellenfél Eredmény                                                                                                  | Hely.      | Ellenfél Eredmény | Hely.      | Ellenfél Eredmény                                  | Ellenfél Eredmény                           | Ellenfél Eredmény | Ellenfél Eredmény                                        | Helyezés |
| --------- | ----------- | --- | ---------- | --- | ---------- | -------------------------------------------------- | ------------------------------------------- | ----------------- | -------------------------------------------------------- | -------- |
| Niva Kóki | Egyes       | Konrad Kulpa (POL) · 11-6, 11-4, 11-7 Florian Wagner (GER) · 11-7, 11–5, 11–7 Louis Mejía (ESA) · 11-4, 11-5, 11-4 | 1. Q       | Koen Hageraats (NED) · 11-3, 11-6, 11-2 Lakatos Tamás (HUN) · 11-5, 11-7, 11-2 Kim Hjun-dong (KOR) · 11-7, 11–4, 7-11, 11-3 | 1. Q       | Ojo Onaolapo (NGR) · 8-11, 8-11, 11-8, 11-9, 13-11 | Simon Gauzy (FRA) · 11-7, 14-12, 11-4, 11-8 |                   | Hung Tzu-Hsziang (TPE) · 9-11, 11-8, 13-11, 13-15, 15-13 |          |

Lány
| Versenyző     | Versenyszám | 1. forduló | 1. forduló | 2. forduló | 2. forduló | Negyeddöntő                                          | Elődöntő          | Bronzmérkőzés     | Döntő             | Helyezés |
| Versenyző     | Versenyszám | Csoportmérkőzések | Hely.      | Csoportmérkőzések | Hely.      | Negyeddöntő                                          | Elődöntő          | Bronzmérkőzés     | Döntő             | Helyezés |
| Versenyző     | Versenyszám | Ellenfél Eredmény | Hely.      | Ellenfél Eredmény | Hely.      | Ellenfél Eredmény                                    | Ellenfél Eredmény | Ellenfél Eredmény | Ellenfél Eredmény | Helyezés |
| ------------- | ----------- | --- | ---------- | --- | ---------- | ---------------------------------------------------- | ----------------- | ----------------- | ----------------- | -------- |
| Tanioka Ajuka | Egyes       | Julia Wu (NZL) · 11-7, 11-3, 11-4 Li Isabellle Szijun (SIN) · 11-9, 11–5, 9–11, 16–18, 11–6 Alice Loveridge (GBR) · 9–11, 11–6, 11–4, 11–2 | 1. Q       | Dina Meshreef (EGY) · 12–10, 10–12, 11–7, 11–4 Jana Noszkova (RUS) · 11–7, 7–11, 12–10, 11-7 Gu Ju-ting (CHN) · 2-11, 2–11, 10–12 | 2. Q       | Suthasini Sawettabut (THA) · 7-11, 4-11, 10-12, 8-11 | kiesett           | kiesett           | kiesett           | 5.       |

Csapat
| Versenyző                                     | Versenyszám  | 1. forduló | 1. forduló | 2. forduló                                                    | Negyeddöntő                                                                        | Elődöntő                                                          | Bronzmérkőzés     | Döntő                                                          | Helyezés |
| Versenyző                                     | Versenyszám  | Csoportmérkőzések | Hely.      | 2. forduló                                                    | Negyeddöntő                                                                        | Elődöntő                                                          | Bronzmérkőzés     | Döntő                                                          | Helyezés |
| Versenyző                                     | Versenyszám  | Ellenfél Eredmény | Hely.      | Ellenfél Eredmény                                             | Ellenfél Eredmény                                                                  | Ellenfél Eredmény                                                 | Ellenfél Eredmény | Ellenfél Eredmény                                              | Helyezés |
| --------------------------------------------- | ------------ | --- | ---------- | ------------------------------------------------------------- | ---------------------------------------------------------------------------------- | ----------------------------------------------------------------- | ----------------- | -------------------------------------------------------------- | -------- |
| Japán · Niva Kóki (JPN) · Tanioka Ayuka (JPN) | Vegyes páros | Brazília · Caroline Kumahara (BRA) · Eric Jouti (BRA) · 3-0, 3-0, 3-0 Pánamerika 1 · Ariel Hsing (USA) · Axel Gavilan (PAR) · 3–2, 3–0, 3-0 BYE | 1. Q       | Hong Kong · Ng Ka Jee (HKG) · Csiu Csung Hei (HKG) · 3-2, 3-2 | Szingapúr · Li Isabellle Szijun (SIN) · Chew Cse Ju Clarence (SIN) · 0-3, 3-1, 3-2 | Nemzetközi 1 · Gu Ju-ting (CHN) · Adem Hmam (TUN) · 0-3, 3-0, 3-1 |                   | Korea · Jang Ha-un (KOR) · Kim Dong-hjun (KOR) · 2-3, 3-2, 3-2 |          |

## Atlétika
Fiú
| Nasimoto Maszaki                                                                           | 100 m         | 10,74   | 4. Q   | 10,51   |     |
| Homma Keiszuke                                                                             | 200 m         | 21,74   | 4. Q   | 21,27   |     |
| Takada Koki                                                                                | 1000 m        | DSQ QB  | DSQ QB | 2:29,29 | 15  |
| Nisiike Kazuto                                                                             | 3000 m        | 8:13,05 | 4 Q    | 8:08,57 | 4.  |
| Narusze Genki                                                                              | 400 m gát     | 54,71   | 14. QC | 52,86   | 12. |
| Nasimoto Maszaki (JPN) · Hszie Cseng-je (CHN) · Abdullah Abkar (KSA) · Csoi Dong-bek (KOR) | Vegyes váltó  |         |        | 1:54,14 | 5   |
| Nakamura Daicsi                                                                            | Diszkoszvetés | 52,84   | 11. QB | 51,82   | 12. |
| Macubara So                                                                                | Távolugrás    | 7,51    | 4. Q   | 7,65    |     |
| Tanaka Vataru                                                                              | Rúdugrás      | 4,80    | 1. Q   | 4,70    | 7.  |

Lány
| Nisivaki Mai    | 1000 m        | 2:52,85 | 10. Q  | 2:54,39 | 9.  |
| Kjuma Moe       | 3000 m        | 9:35,33 | 2. Q   | 9:23,70 |     |
| Nakahara Motoko | 100 m gát     | 14,32   | 13. QB | 14,29   | 13. |
| Macuda Soko     | Súlylökés     | 13,08   | 12. QB | 13,53   | 10. |
| Okumura Cukasza | Gerelyhajítás | 42,62   | 10. QB | 46,24   | 9.  |
| Takahasi Juka   | Távolugrás    | 5,99    | 5. Q   | 6,08    | 5.  |
| Odadzsima Remi  | Rúdugrás      | 3,80    | 8. Q   | 3,65    | 6   |

## Birkózás
Fiú
Szabadfogás
| Versenyző     | Versenyszám | Csoportkör | Hely. | Bronzmérkőzés     | Döntő                          | Helyezés |
| Versenyző     | Versenyszám | Ellenfél Eredmény | Hely. | Ellenfél Eredmény | Ellenfél Eredmény              | Helyezés |
| ------------- | ----------- | --- | ----- | ----------------- | ------------------------------ | -------- |
| Takahasi Juki | 54 kg       | Maher Ghanmi (TUN) · 6-0, 7-0 Technikai tus · Mehmet Ali Daylak (TUR) · 3-0, 3-0 · Jeffry Serrata (DOM) · 6-0 Tus · Prince Mbambi (CGO) · 7-0, 7-0 | 1.    |                   | Kanan Guluyev (AZE) · 4-0, 4-0 |          |

Lány
Szabadfogás
| Versenyző   | Versenyszám | Csoportkör                                                      | Hely. | Bronzmérkőzés     | Döntő                         | Helyezés |
| Versenyző   | Versenyszám | Ellenfél Eredmény                                               | Hely. | Ellenfél Eredmény | Ellenfél Eredmény             | Helyezés |
| ----------- | ----------- | --------------------------------------------------------------- | ----- | ----------------- | ----------------------------- | -------- |
| Mijahara Ju | 46 kg       | Petra Olli (FIN) · 1+-1, 5-0 · Oriannys Segura (VEN) · 4-1, 2-0 | 1.    |                   | Iulia Leorda (MDA) · 4-2, 6-0 |          |

## Cselgáncs
Fiú
| Versenyző        | Versenyszám | Selejtező         | Negyeddöntő                  | Elődöntő                                   | Döntő                          | Helyezés |
| Versenyző        | Versenyszám | Ellenfél Eredmény | Ellenfél Eredmény            | Ellenfél Eredmény                          | Ellenfél Eredmény              | Helyezés |
| ---------------- | ----------- | ----------------- | ---------------------------- | ------------------------------------------ | ------------------------------ | -------- |
| Igurasi Rjoszuke | 100 kg      |                   | Pedro Pineda (VEN) · 021-000 | Alex Maxell Garcia Mendoza (CUB) · 100-000 | Toma Nikiforov (BEL) · 002-000 |          |

Lány
| Versenyző   | Versenyszám | Selejtező         | Nyolcaddöntő                | Negyeddöntő                | Elődöntő                      | Döntő                        | Helyezés |
| Versenyző   | Versenyszám | Ellenfél Eredmény | Ellenfél Eredmény           | Ellenfél Eredmény          | Ellenfél Eredmény             | Ellenfél Eredmény            | Helyezés |
| ----------- | ----------- | ----------------- | --------------------------- | -------------------------- | ----------------------------- | ---------------------------- | -------- |
| Tasiro Miku | 63 kg       |                   | Natalia Rak (EST) · 100-000 | Rotem Shor (ISR) · 101-000 | Barbara Matić (CRO) · 100-001 | Flavia Gomes (BRA) · 100-000 |          |

Csapat
| Csapattagok | Versenyszám   | Selejtező         | Negyeddöntő       | Elődöntő          | Döntő             | Helyezés |
| Csapattagok | Versenyszám   | Ellenfél Eredmény | Ellenfél Eredmény | Ellenfél Eredmény | Ellenfél Eredmény | Helyezés |
| --- | ------------- | ----------------- | ----------------- | ----------------- | ----------------- | -------- |
| Csiba · Dieulourdes Joseph (HAI) · Diau Bauro (FIJ) · Alexandra Pop (ROU) · Phuc Cai (DEN) · Sophio Beridze (GEO) · Rijad Dedeić (MNE) · Igurasi Rjoszuke (JPN)                         | Vegyes csapat |                   | Essen 2-5         | kiesett           | kiesett           | 5.       |
| Essen · Lesly Cano (PER) · Pedro Rivadulla (ESP) · Andrea Krisandova (SVK) · Kairat Agibayev (KAZ) · Daryl Lokuku Ngambomo (COD) · Tasiro Miku (JPN) · Alex Maxell Garcia Mendoza (CUB) | Vegyes csapat | München 4-3       | Csiba 5-2         | Kairó 5-2         | Belgrád 6-1       |          |

## Evezés
Lány
| Versenyző     | Versenyszám  | Előfutam | Előfutam | Középdöntő/Vigaszág | Középdöntő/Vigaszág | Elődöntő | Elődöntő | Elődöntő | Döntő | Döntő   | Döntő | Helyezés |
| Versenyző     | Versenyszám  | Idő      | Hely.    | Idő                 | Hely.               | Típus    | Idő      | Hely.    | Típus | Idő     | Hely. | Helyezés |
| ------------- | ------------ | -------- | -------- | ------------------- | ------------------- | -------- | -------- | -------- | ----- | ------- | ----- | -------- |
| Kitajama Szae | Egypárevezős | 4:03,14  | 6.       | 4:09,90             | 4                   | C/D      | 4:16,02  | 3.       | C     | 4:16,43 | 5.    | 16.      |

## Íjászat
Fiú
| Versenyző    | Versenyszám | Selejtező | Selejtező | 32-es főtábla       | Nyolcaddöntő              | Negyeddöntő       | Elődöntő          | Bronzmérkőzés     | Döntő             | Helyezés |
| Versenyző    | Versenyszám | Pont      | Kiemelt   | Ellenfél Eredmény   | Ellenfél Eredmény         | Ellenfél Eredmény | Ellenfél Eredmény | Ellenfél Eredmény | Ellenfél Eredmény | Helyezés |
| ------------ | ----------- | --------- | --------- | ------------------- | ------------------------- | ----------------- | ----------------- | ----------------- | ----------------- | -------- |
| Koiva Cukusi | Egyéni      | 635       | 8.        | Ben Chu (USA) · 6-4 | Benjamin Nott (AUS) · 4-6 | kiesett           | kiesett           | kiesett           | kiesett           | 9.       |

Lány
| Versenyző | Versenyszám | Selejtező | Selejtező | 32-es főtábla              | Nyolcaddöntő                 | Negyeddöntő       | Elődöntő          | Bronzmérkőzés     | Döntő             | Helyezés |
| Versenyző | Versenyszám | Pont      | Kiemelt   | Ellenfél Eredmény          | Ellenfél Eredmény            | Ellenfél Eredmény | Ellenfél Eredmény | Ellenfél Eredmény | Ellenfél Eredmény | Helyezés |
| --------- | ----------- | --------- | --------- | -------------------------- | ---------------------------- | ----------------- | ----------------- | ----------------- | ----------------- | -------- |
| Okubo Mai | Egyéni      | 583       | 19.       | Erwina Safitri (INA) · 6-4 | Tatyjana Szegina (RUS) · 4-6 | kiesett           | kiesett           | kiesett           | kiesett           | 9.       |

Vegyes
| Versenyző    | Versenyszám   | Partner               | Selejtező         | 32-es főtábla                                      | Nyolcaddöntő                                      | Negyeddöntő                                             | Elődöntő          | Döntő             | Helyezés |
| Versenyző    | Versenyszám   | Partner               | Ellenfél Eredmény | Ellenfél Eredmény                                  | Ellenfél Eredmény                                 | Ellenfél Eredmény                                       | Ellenfél Eredmény | Ellenfél Eredmény | Helyezés |
| ------------ | ------------- | --------------------- | ----------------- | -------------------------------------------------- | ------------------------------------------------- | ------------------------------------------------------- | ----------------- | ----------------- | -------- |
| Koiva Cukusi | Vegyes csapat | Alice Ingley (AUS)    |                   | Isabel Viehmeier (GER) és Timon Park (CAN) · 7-3   | Aya Kamel (EGY) és Rick van den Oever (NED) · 7-3 | Miriam Alarcon (ESP) és Emdadul Haque Milon (BAN) · 5-6 | kiesett           | kiesett           | 5.       |
| Okubo Mai    | Vegyes csapat | Ku Juan-hsziang (TPE) |                   | Mariana Avitia (MEX) és Joni Hautamaki (FIN) · 6-0 | Szong Csia (CHN) és Lorenzo Pianesi (ITA) · 0-6   | kiesett                                                 | kiesett           | kiesett           | 9.       |

## Kerékpározás
| Nemzet                                                        | Hegyi kerékpározás | Hegyi kerékpározás | Időfutam | Időfutam | BMX     | BMX      | Mezőnyverseny | Pontszám | Helyezés |
| Nemzet                                                        | Fiú                | Lány               | Fiú      | Lány     | Fiú     | Lány     | Mezőnyverseny | Pontszám | Helyezés |
| ------------------------------------------------------------- | ------------------ | ------------------ | -------- | -------- | ------- | -------- | ------------- | -------- | -------- |
| Ivade Manami Jamamoto Idomu Nagasze Kodzsi Nagaszako Jositaku | 72 (19.)           | 32 (11.)           | 28 (15.) | 40 (20.) | 30 (5.) | 30 (10.) | 72 (18.)      | 304      | 16.      |

## Kosárlabda
Lány
| Csapattagok                                           | Versenyszám     | Csoportkör                                                                                         | Csoportkör | Helyosztók         | Helyosztók                | Helyosztók             | Helyezés |
| Csapattagok                                           | Versenyszám     | A Csoport                                                                                          | Helyezés   | 1.–8. helyért      | 5.–8. helyért             | 5.-6. helyért          | Helyezés |
| ----------------------------------------------------- | --------------- | -------------------------------------------------------------------------------------------------- | ---------- | ------------------ | ------------------------- | ---------------------- | -------- |
| Kuma Miszato Itaja Hikari Imanaka Maria Nagaoka Moeko | Lány kosárlabda | Olaszország (ITA) · 17-26 Ausztrália (AUS) · 17-10 Chile (CHI) · 24-17 Franciaország (FRA) · 34-20 | 2.         | Kína (CHN) · 23-26 | Németország (GER) · 28-18 | Brazília (BRA) · 32-29 | 5.       |

## Röplabda
Lány
| Csapattagok | Versenyszám   | Csoportkör                                                             | Csoportkör | Elődöntő                                       | Bronzmérkőzés                             | Döntő | Helyezés |
| Csapattagok | Versenyszám   | A Csoport                                                              | Helyezés   | Elődöntő                                       | Bronzmérkőzés                             | Döntő | Helyezés |
| --- | ------------- | ---------------------------------------------------------------------- | ---------- | ---------------------------------------------- | ----------------------------------------- | ----- | -------- |
| Onuma Joko Inoue Nozomi Icsikava Csizu Fukami Anna Kagejama Jui Akasi Jukiko Karaki Szaaja Mori Ajaka Ogonuki Mami Tokiva Szajaka Imakado Akari Koizumi Maju | Lány röplabda | Szingapúr (SIN) · 25-9, 25-16, 25-9 · Peru (PER) · 22-25, 19-25, 18-25 | 2. Q       | Egyesült Államok (USA) · 20-25, 23-25, 22-25 · | Peru (PER) · 25-22, 28-30, 11-25, 17-25 · |       | 4.       |

## Súlyemelés
Lány
| Versenyző      | Versenyszám | Szakítás | Lökés | Összesen | Helyezés |
| -------------- | ----------- | -------- | ----- | -------- | -------- |
| Sicsinohe Miku | +63 kg      | 80       | 93    | 173      | 12.      |

## Tenisz
Fiú
| Versenyző          | Versenyszám | 32-es főtábla                  | Nyolcaddöntő               | Negyeddöntő                | Elődöntő                   | Bronzmérkőzés              | Döntő                      | Helyezés |
| Versenyző          | Versenyszám | Ellenfél Eredmény              | Ellenfél Eredmény          | Ellenfél Eredmény          | Ellenfél Eredmény          | Ellenfél Eredmény          | Ellenfél Eredmény          | Helyezés |
| ------------------ | ----------- | ------------------------------ | -------------------------- | -------------------------- | -------------------------- | -------------------------- | -------------------------- | -------- |
| Ucsijama Jaszutaka | Egyes       | Damir Džumhur (BIH) · 5–7, 2–6 | kiesett, vigaszágra került | kiesett, vigaszágra került | kiesett, vigaszágra került | kiesett, vigaszágra került | kiesett, vigaszágra került |          |

| Versenyző          | Versenyszám | Vigaszág Nyolcaddöntő                 | Vigaszág Negyeddöntő | Vigaszág Elődöntő | Vigaszág Bronzmérkőzés | Vigaszág Döntő    |
| Versenyző          | Versenyszám | Ellenfél Eredmény                     | Ellenfél Eredmény    | Ellenfél Eredmény | Ellenfél Eredmény      | Ellenfél Eredmény |
| ------------------ | ----------- | ------------------------------------- | -------------------- | ----------------- | ---------------------- | ----------------- |
| Ucsijama Jaszutaka | Egyes       | Diego Acosta (ECU) · 3–6, 6–4, [4–10] | kiesett              | kiesett           | kiesett                | kiesett           |

| Versenyző                                   | Versenyszám | Nyolcaddöntő                                              | Negyeddöntő       | Elődöntő          | Bronzmérkőzés     | Döntő             | Helyezés |
| Versenyző                                   | Versenyszám | Ellenfél Eredmény                                         | Ellenfél Eredmény | Ellenfél Eredmény | Ellenfél Eredmény | Ellenfél Eredmény | Helyezés |
| ------------------------------------------- | ----------- | --------------------------------------------------------- | ----------------- | ----------------- | ----------------- | ----------------- | -------- |
| Ucsijama Jaszutaka, · Huang Liang-cse (TPE) | Páros       | Diego Galeano (PAR), · Ricardo Rodríguez (VEN) · 4–6, 4–6 | kiesett           | kiesett           | kiesett           | kiesett           |          |

Lány
| Versenyző     | Versenyszám | 32-es főtábla                      | Nyolcaddöntő               | Negyeddöntő                | Elődöntő                   | Bronzmérkőzés              | Döntő                      | Helyezés |
| Versenyző     | Versenyszám | Ellenfél Eredmény                  | Ellenfél Eredmény          | Ellenfél Eredmény          | Ellenfél Eredmény          | Ellenfél Eredmény          | Ellenfél Eredmény          | Helyezés |
| ------------- | ----------- | ---------------------------------- | -------------------------- | -------------------------- | -------------------------- | -------------------------- | -------------------------- | -------- |
| Isizu Szacsie | Egyes       | Ilona Krameny (BLR) · 3–6, 3–6     | kiesett, vigaszágra került | kiesett, vigaszágra került | kiesett, vigaszágra került | kiesett, vigaszágra került | kiesett, vigaszágra került |          |
| Mutagucsi Emi | Egyes       | Julija Putyinceva (RUS) · 3–6, 4–6 | kiesett, vigaszágra került | kiesett, vigaszágra került | kiesett, vigaszágra került | kiesett, vigaszágra került | kiesett, vigaszágra került |          |

| Versenyző     | Versenyszám | Vigaszág Nyolcaddöntő                 | Vigaszág Negyeddöntő                | Vigaszág Elődöntő                   | Vigaszág Bronzmérkőzés | Vigaszág Döntő                      |
| Versenyző     | Versenyszám | Ellenfél Eredmény                     | Ellenfél Eredmény                   | Ellenfél Eredmény                   | Ellenfél Eredmény      | Ellenfél Eredmény                   |
| ------------- | ----------- | ------------------------------------- | ----------------------------------- | ----------------------------------- | ---------------------- | ----------------------------------- |
| Isizu Szacsie | Egyes       | Grace Sari Ysidora (INA) · w/o        | Adriana Pérez (VEN) · 6–1, 6–3      | Marianne Jodoin (CAN) · 6–1, 7–6    |                        | Anna-Lena Friedsam (GER) · 6–2, 7–5 |
| Mutagucsi Emi | Egyes       | Verónica Cepede Royg (PAR) · 6–1, 6–4 | Katarena Paliivets (CAN) · 3–0, RET | Anna-Lena Friedsam (GER) · 0–6, 3–6 | kiesett                | kiesett                             |

| Versenyző                    | Versenyszám | Nyolcaddöntő                                                 | Negyeddöntő                                                      | Elődöntő          | Bronzmérkőzés     | Döntő             | Helyezés |
| Versenyző                    | Versenyszám | Ellenfél Eredmény                                            | Ellenfél Eredmény                                                | Ellenfél Eredmény | Ellenfél Eredmény | Ellenfél Eredmény | Helyezés |
| ---------------------------- | ----------- | ------------------------------------------------------------ | ---------------------------------------------------------------- | ----------------- | ----------------- | ----------------- | -------- |
| Isizu Szacsie, Mutagucsi Emi | Páros       | Luksika Kumkhum (THA), · Grace Sari Ysidora (INA) · 6–1, 6–4 | Babos Tímea (HUN), · An-Sophie Mestach (BEL) · 6–4, 3–6, [12–14] | kiesett           | kiesett           | kiesett           |          |

## Tollaslabda
Fiú
| Versenyző      | Versenyszám | Csoportkör                               | Csoportkör                     | Csoportkör                        | Csoportkör | Egyenes kieséses szakasz | Egyenes kieséses szakasz | Egyenes kieséses szakasz | Helyezés |
| Versenyző      | Versenyszám | 1. meccs                                 | 2. meccs                       | 3. meccs                          | Hely.      | Negyeddöntő              | Elődöntő                 | Döntő                    | Helyezés |
| Versenyző      | Versenyszám | Ellenfél Eredmény                        | Ellenfél Eredmény              | Ellenfél Eredmény                 | Hely.      | Ellenfél Eredmény        | Ellenfél Eredmény        | Ellenfél Eredmény        | Helyezés |
| -------------- | ----------- | ---------------------------------------- | ------------------------------ | --------------------------------- | ---------- | ------------------------ | ------------------------ | ------------------------ | -------- |
| Horiucsi Kento | Fiú, egyes  | Evert Sukamta (SIN) · 7-21, 21-14, 13-21 | Henry Pan (CAN) · 21-18, 21-10 | Irfan Djabar (SUR) · 21-11, 21-15 | 2.         | kiesett                  | kiesett                  | kiesett                  | kiesett  |

Lány
| Versenyző        | Versenyszám | Csoportkör                                    | Csoportkör                       | Csoportkör                               | Csoportkör | Egyenes kieséses szakasz | Egyenes kieséses szakasz | Egyenes kieséses szakasz | Helyezés |
| Versenyző        | Versenyszám | 1. meccs                                      | 2. meccs                         | 3. meccs                                 | Hely.      | Negyeddöntő              | Elődöntő                 | Döntő                    | Helyezés |
| Versenyző        | Versenyszám | Ellenfél Eredmény                             | Ellenfél Eredmény                | Ellenfél Eredmény                        | Hely.      | Ellenfél Eredmény        | Ellenfél Eredmény        | Ellenfél Eredmény        | Helyezés |
| ---------------- | ----------- | --------------------------------------------- | -------------------------------- | ---------------------------------------- | ---------- | ------------------------ | ------------------------ | ------------------------ | -------- |
| Macumoto Miszaki | Lány, egyes | Josephine Wentholt (NED) · 17-21, 21-5, 19-21 | Kaye Foo Kune (MRI) · 21-4, 21-2 | Tracy Wong (CAN) · 21-11, 21-9           | 2.         | kiesett                  | kiesett                  | kiesett                  | kiesett  |
| Fukuman Naoko    | Lány, egyes | Jelizaveta Zarka (UKR) · 21-8, 21-8           | Csoe Hje-in (KOR) · 15-21, 14-21 | Thi Trang Vu (VIE) · 15-21, 21-16, 10-21 | 3.         | kiesett                  | kiesett                  | kiesett                  | kiesett  |

## Torna

### Szertorna
Fiú
Összetett egyéni és szerenkénti versenyszámok
| Sportolók   | Versenyszám | Szer   | Szer     | Szer   | Szer   | Szer   | Szer   | Selejtező | Selejtező | Döntő    | Döntő    |
| Sportolók   | Versenyszám | Talaj  | Lólengés | Gyűrű  | Ugrás  | Korlát | Nyújtó | Összesen  | Helyezés  | Összesen | Helyezés |
| ----------- | ----------- | ------ | -------- | ------ | ------ | ------ | ------ | --------- | --------- | -------- | -------- |
| Kamoto Juja | Összetett   | 14.250 | 13.350   | 14.400 | 15.700 | 14.600 | 14.050 |           |           | 86.350   |          |
| Kamoto Juja | Talaj       | 14.500 |          |        |        |        |        | 14.500    | 2. Q      | 13.050   | 8.       |
| Kamoto Juja | Lólengés    |        | 13.650   |        |        |        |        | 13.650    | 5. Q      | 13.325   | 6.       |
| Kamoto Juja | Gyűrű       |        |          | 14.500 |        |        |        | 14.500    | 2. Q      | 14.200   |          |
| Kamoto Juja | Ugrás       |        |          |        | 15.750 |        |        | 15.750    | 5.        | kiesett  | kiesett  |
| Kamoto Juja | Korlát      |        |          |        |        | 14.850 |        | 14.850    | 1. Q      | 13.750   | 6.       |
| Kamoto Juja | Nyújtó      |        |          |        |        |        | 13.950 | 13.950    | 5. Q      | 14.075   | 4.       |

Lány
Összetett egyéni és szerenkénti versenyszámok
| Versenyző       | Versenyszám    | Szer   | Szer           | Szer    | Szer   | Selejtező | Selejtező | Döntő    | Döntő    |
| Versenyző       | Versenyszám    | Ugrás  | Felemás korlát | Gerenda | Talaj  | Összesen  | Helyezés  | Összesen | Helyezés |
| --------------- | -------------- | ------ | -------------- | ------- | ------ | --------- | --------- | -------- | -------- |
| Szaszada Nacumi | Összetett      | 13.800 | 14.050         | 14.100  | 13.150 |           |           | 55.100   | 4.       |
| Szaszada Nacumi | Ugrás          | 14.000 |                |         |        | 14.000    | 4. Q      | 13.662   | 4.       |
| Szaszada Nacumi | Felemás korlát |        | 13.200         |         |        | 13.200    | 9.        | kiesett  | kiesett  |
| Szaszada Nacumi | Gerenda        |        |                | 13.550  |        | 13.550    | 9.        | kiesett  | kiesett  |
| Szaszada Nacumi | Talaj          |        |                |         | 12.800 | 12.800    | 13.       | kiesett  | kiesett  |

### Ritmikus gimnasztika
Csapat
| Versenyző                                            | Selejtező | Selejtező | Selejtező | Selejtező | Döntő   | Döntő    | Döntő    | Döntő    |
| Versenyző                                            | Karikák   | Szalagok  | Összesen  | Hely.     | Karikák | Szalagok | Összesen | Helyezés |
| ---------------------------------------------------- | --------- | --------- | --------- | --------- | ------- | -------- | -------- | -------- |
| Kahata Midori Nagai Momoka Ogiszo Szara Szuzuki Siho | 23.000    | 22.900    | 45.900    | 2. Q      | 21.100  | 21.375   | 42.475   | 4.       |

### Trambulin
Fiú
| Versenyző      | Versenyszám | Selejtező | Selejtező | Döntő    | Döntő    |
| Versenyző      | Versenyszám | Pontszám  | Helyezés  | Pontszám | Helyezés |
| -------------- | ----------- | --------- | --------- | -------- | -------- |
| Munetomo Ginga | Fiú, egyéni | 66.200    | 3. Q      | 40.000   |          |

Lány
| Versenyző        | Versenyszám  | Selejtező | Selejtező | Döntő    | Döntő    |
| Versenyző        | Versenyszám  | Pontszám  | Helyezés  | Pontszám | Helyezés |
| ---------------- | ------------ | --------- | --------- | -------- | -------- |
| Doihata Csiszato | Lány, egyéni | 62.400    | 4. Q      | 36.700   |          |

## Triatlon
Fiú
| Versenyző   | Versenyszám | Úszás | Depózás | Kerékpározás | Depózás | Futás | Összesítés | Helyezés |
| ----------- | ----------- | ----- | ------- | ------------ | ------- | ----- | ---------- | -------- |
| Kubono Juki | Egyéni      | 9:21  | 0:35    | 30:26        | 0:25    | 18:39 | 59:26.04   | 26.      |

Lány
| Versenyző  | Versenyszám | Úszás | Depózás | Kerékpározás | Depózás | Futás | Összesítés | Helyezés |
| ---------- | ----------- | ----- | ------- | ------------ | ------- | ----- | ---------- | -------- |
| Szato Juka | Egyéni      | 9:32  | 0:35    | 32:10        | 0:27    | 18:05 | 1:00:49.69 |          |

Vegyes
| Versenyző                                                                                          | Versenyszám  | Versenyzők ideje | Versenyzők ideje | Versenyzők ideje | Versenyzők ideje | Összesítés | Összesítés |
| Versenyző                                                                                          | Versenyszám  | Idő 1            | Idő 2            | Idő 3            | Idő 4            | Össz. idő  | Helyezés   |
| -------------------------------------------------------------------------------------------------- | ------------ | ---------------- | ---------------- | ---------------- | ---------------- | ---------- | ---------- |
| Ázsia 1 · Szato Juka (JPN) · Lee Dzsi-hong (KOR) · Wai Sum Vincci Hui (HKG) · Cseng Ru (CHN)       | Vegyes váltó | 20:16            | 20:06            | 22:19            | 20:39            | 1:23:20.88 | 8.         |
| Ázsia 2 · Ma Ming-hsziu (CHN) · Leong Tim Law (HKG) · Karolina Solovjova (KAZ) · Kobono Juki (JPN) | Vegyes váltó | 22:55            | 20:43            | 23:54            | 20:08            | 1:27:40.62 | 13.        |

## Úszás
Fiú
| Versenyző                                                     | Versenyszám                  | Előfutam | Előfutam | Elődöntő | Elődöntő | Döntő   | Döntő   |
| Versenyző                                                     | Versenyszám                  | Idő      | Hely.    | Idő      | Hely.    | Idő     | Hely.   |
| ------------------------------------------------------------- | ---------------------------- | -------- | -------- | -------- | -------- | ------- | ------- |
| Jamagisi Juszuke                                              | 100 m-es gyorsúszás          | 58,97    | 19.      | kiesett  | kiesett  | kiesett | kiesett |
| Jamagisi Juszuke                                              | 200 m-es gyorsúszás          | 2:05,32  | 7. Q     |          |          | 2:04,67 | 5.      |
| Soda Tacunari                                                 | 200 m-es mellúszás           | 2:21,54  | 15.      |          |          | kiesett | kiesett |
| Soda Tacunari                                                 | 200 m-es vegyesúszás         | 2:08,29  | 18.      |          |          | kiesett | kiesett |
| Iszadzsi Dzsun                                                | 100 m-es pillangóúszás       | 55,88    | 19.      | kiesett  | kiesett  | kiesett | kiesett |
| Iszadzsi Dzsun                                                | 200 m-es pillangóúszás       | 2:04,13  | 10.      |          |          | kiesett | kiesett |
| Cucumi Takahiro                                               | 200 m-es vegyesúszás         | 2:03,73  | 5. Q     |          |          | 2:06,18 | 8.      |
| Iszadzsi Dzsun Soda Tacunari Cucumi Takahiro Jamagisi Juszuke | 4×100 m-es gyorsúszás váltó  | 3:32,20  | 10.      |          |          | kiesett | kiesett |
| Iszadzsi Dzsun Soda Tacunari Cucumi Takahiro Jamagisi Juszuke | 4×100 m-es vegyesúszás váltó | 3:52,55  | 9.       |          |          | kiesett | kiesett |

Lány
| Versenyző                                          | Versenyszám                  | Előfutam | Előfutam | Elődöntő | Elődöntő | Döntő   | Döntő   |
| Versenyző                                          | Versenyszám                  | Idő      | Hely.    | Idő      | Hely.    | Idő     | Hely.   |
| -------------------------------------------------- | ---------------------------- | -------- | -------- | -------- | -------- | ------- | ------- |
| Vatanabe Jukiko                                    | 100 m-es hátúszás            | 1:04,23  | 6. Q     | 1:04,24  | 9.       | kiesett | kiesett |
| Vatanabe Jukiko                                    | 200 m-es hátúszás            | 2:16,82  | 8. Q     |          |          | 2:18,36 | 8.      |
| Ocsi Mina                                          | 100 m-es hátúszás            | 1:05,52  | 18.      | kiesett  | kiesett  | kiesett | kiesett |
| Ocsi Mina                                          | 200 m-es hátúszás            | 2:18,26  | 12.      |          |          | kiesett | kiesett |
| Hamano Maja                                        | 100 m-es mellúszás           | 1:11,32  | 5. Q     | 1:10,91  | 5. Q     | 1:10,18 | 4.      |
| Hamano Maja                                        | 200 m-es mellúszás           | 2:31,67  | 3. Q     |          |          | 2:29,75 |         |
| Okada Majuko                                       | 100 m-es pillangóúszás       | 1:03,75  | 21.      | kiesett  | kiesett  | kiesett | kiesett |
| Okada Majuko                                       | 200 m-es pillangóúszás       | 2:18,72  | 15.      |          |          | kiesett | kiesett |
| Vatanabe Jukiko Ocsi Mina Hamano Maja Okada Majuko | 4×100 m-es gyorsúszás váltó  | 4:02,29  | 10.      |          |          | kiesett | kiesett |
| Vatanabe Jukiko Ocsi Mina Hamano Maja Okada Majuko | 4×100 m-es vegyesúszás váltó | 4:19,00  | 6. Q     |          |          | 4:16,80 | 5.      |

Vegyes
| Versenyző                                                  | Versenyszám              | Előfutam | Előfutam | Elődöntő | Elődöntő | Döntő   | Döntő    |
| Versenyző                                                  | Versenyszám              | Idő      | Hely.    | Idő      | Hely.    | Idő     | Helyezés |
| ---------------------------------------------------------- | ------------------------ | -------- | -------- | -------- | -------- | ------- | -------- |
| Iszadzsi Dzsun Jamagisi Juszuke Ocsi Mina Hamano Maja      | 4×100 m gyorsúszás váltó | 3:49,23  | 14.      |          |          | kiesett | kiesett  |
| Vatanabe Jukiko Soda Tacunari Okada Majuko Cucumi Takahiro | 4×100m vegyesúszás váltó | 4:06,13  | 8. Q     |          |          | 4:06,18 | 7.       |

## Vitorlázás
Fiú
| Versenyző       | Versenyszám                  | Futam | Futam | Futam | Futam | Futam | Futam | Futam | Futam | Futam | Futam | Futam | Pontszám | Helyezés |
| Versenyző       | Versenyszám                  | 1     | 2     | 3     | 4     | 5     | 6     | 7     | 8     | 9     | 10    | M*    | Pontszám | Helyezés |
| --------------- | ---------------------------- | ----- | ----- | ----- | ----- | ----- | ----- | ----- | ----- | ----- | ----- | ----- | -------- | -------- |
| Kuramocsi Daija | Szörfvitorlázás (Techno 293) | 4     | 7     | 10    | 8     | 7     | 11    | 7     | OCS   | 9     | 4     | 10    | 77       | 8.       |

Lány
| Versenyző  | Versenyszám                  | Futam | Futam | Futam | Futam | Futam | Futam | Futam | Futam | Futam | Futam | Futam | Pontszám | Helyezés |
| Versenyző  | Versenyszám                  | 1     | 2     | 3     | 4     | 5     | 6     | 7     | 8     | 9     | 10    | M*    | Pontszám | Helyezés |
| ---------- | ---------------------------- | ----- | ----- | ----- | ----- | ----- | ----- | ----- | ----- | ----- | ----- | ----- | -------- | -------- |
| Juri Siori | Szörfvitorlázás (Techno 293) | 12    | 11    | 12    | 14    | 12    | OCS   | 12    | 18    | 12    | 12    | 11    | 126      | 13.      |

## Fordítás
Ez a szócikk részben vagy egészben  a   Japan at the 2010 Summer Youth Olympics című angol Wikipédia-szócikk fordításán alapul.  Az eredeti cikk szerkesztőit annak laptörténete sorolja fel. Ez a jelzés csupán a megfogalmazás eredetét és a szerzői jogokat jelzi, nem szolgál a cikkben szereplő információk forrásmegjelöléseként.